# Визнання геноциду інгуського народу
Геноцид інгуського народу — злочин сталінського радянського режиму, операція з примусової депортації чеченців та інгушів силами НКВС з території Чечено-Інгушської АРСР до Центральної Азії та Казахстану.
Інгушетія — одна з республік Північного Кавказу, яка входить до складу Росії, розташована поруч із Чеченською республікою. 1944 року з 23 лютого до 9 березня майже всі представники інгушів та чеченців (за оцінками істориків, близько 650 тисяч людей) були силоміць виселені до Середньої Азії. Приводом для депортації начебто стала їхня співпраця із нацистською Німеччиною. Частину інгушів та чеченців під час проведення так званої операції «Чечевиця» представники НКВС знищували на місці. Чечено-Інгушетію, як автономну республіку у складі РФСР, було ліквідовано. За показами свідків, перед депортацією силовики привселюдно ґвалтували жінок і дівчат. Близько половини депортованих загинули в дорозі або в перші місяці примусового поселення на нових територіях через суворі умови, голод та відсутність медичної допомоги.
Дату 23 лютого в Росії відзначають, як «День захисника батьківщини», але інгуші називають її «чорним днем календаря». Жоден політик федерального рівня не згадував у промовах, присвячених цій даті, трагедії двох народів, також на державному рівні не проводилося жодних заходів із вшанування пам'яті загиблих інгушів та чеченців.
Незважаючи на довгі роки мовчання та забуття за радянських часів, пам'ять про геноцид інгушів продовжує жити та передаватися через покоління. Сьогодні багато організацій та активістів борються за визнання та засудження цієї трагедії та за відновлення справедливості для її жертв.
7 січня 2023 року у Стамбулі представник Комітету Інгуської Незалежності (КІН) Ахмад Оздо (Оздоєв) разом з інгуськими активістами оголосили про ухвалення Декларації щодо незалежності Інгушетії. У проголошеній декларації заявлено, що представники Комітету мають намір домогтися міжнародного визнання геноциду інгуського народу у 1944 році та засудження етнічних чисток, що відбувалися впродовж 1992 року.

## Визнання геноциду у світі
Об'єктивної статистики щодо кількості жертв та постраждалих від цього злочину радянського режиму немає досі, як і належної реакції світу на нього. Хоча Європейський парламент 26 лютого 2004 року визнав факт депортації актом геноциду, жодних правових кроків щодо цього не було здійснено.
У Росії ситуація щодо вшанування пам'яті про геноцид інгуського народу 23 лютого була відзначена без заходів чи визнання. Після невеликої пам'ятної демонстрації перед штаб-квартирою ФСБ у Москві відбувся її розгін і короткострокові затримання Лева Пономарьова, голови руху «За права людини», і Миколи Храмова, лідера Російської радикальної партії. Збір правозахисників біля Соловецького каменя на Троїцькій площі в Санкт-Петербурзі був зіпсований провокаціями з боку молоді, що називає себе скінхедами. Церемонія в центральній мечеті Саратова, організована чеченськими та інгуськими релігійними та культурними діячами, за участю лідерів російської громади та активістів, пройшла без інцидентів. Громадські організації в Назрані виступили із заявою на підтримку голодування Олів'є Дюпюї, але загалом громадськість у Росії була абсолютно не в курсі пам'яті в Європі. Про депортацію не згадав жоден високопоставлений чиновник.
У 2012 році Парламенту Грузії було направлено звернення з проханням визнати події 1944 року геноцидом. Лист до грузинського посольства передав правозахисник Ібрагім Льянов, який проживає в Брюсселі.

## Визнання в Україні
У 2023 року група депутатів Верховної Ради України виступила із законопроектом про визнання права інгушів на державність. Законопроект визнає право інгуського народу на створення незалежної суверенної національної держави, засуджує масову депортацію 1944 року і розподіл території компактного проживання інгушів. Автори підтримали прагнення народу до відновлення територіальної цілісності.
Законопроект запропонували депутати одразу кількох фракцій («Слуга народу», «За майбутнє») включно із опозиційними («Батьківщина», «Європейська солідарність», «Голос»). Серед депутатів — Ярослав Юрчишин, голова комітету Верховної Ради України з питань свободи слова, а також голова Тимчасової спеціальної комісії з питань розробки державної політики щодо поневолених народів рф; Микита Потураєв, голова комітету з питань гуманітарної та інформаційної політики, і Валентин Наливайченко, секретар комітету з питань інтеграції України до ЄС. Активну участь у розробці законопроекту взяли не лише українські депутати, а й залучені експерти. У тому числі, український юрист-міжнародник професор Володимир Василенко, голова Комітету інгуської незалежності (КІН) Ансар Гархко. Робота над документом зайняла близько півроку. Однією з основних мотивацій розробників було відновлення історичної справедливості.
У грудні 2023 року була зареєстрована постанова про визнання геноциду інгуського народу.
23 лютого 2024 року Верховна Рада України прийняла проект Постанови «Про визнання права інгуського народу на створення незалежної суверенної національної держави, засудження злочинів Росії проти інгушів та відновлення територіальної цілісності Інгушетії» (реєстр. № 10344 від 14.12.2023), внесений народним депутатом України Тарутою С. О. та ін.
Метою прийняття проекту Постанови є засудження злочинів росії проти інгушів, включаючи масову депортацію у 1944 році, розчленування національної території інгуського народу, руйнування інгуської національної ідентичності, масові вбивства інгушів у 1992 році, а також визнання Верховною Радою України права інгуського народу на створення незалежної суверенної національної держави, відновлення територіальної цілісності Інгушетії, вираження солідарності та підтримки інгуському народу, привернення уваги міжнародної спільноти до злочинів, які були скоєні проти інгушів. За постанову проголосували 248 депутатів.
Парламент доручив голові Верховної Ради Руслану Стефанчуку направити постанову всім членам міжнародної спільноти та закликати їх ухвалити рішення на підтримку інгуського народу, засудити злочини Росії проти інгушів.
28 лютого 2024 року у Києві була прийнята одноголосно Резолюція Міжнародної Конференції, присвяченої 80-річчю депортації чеченського та інгуського народів.